# Лав IV Хазар
Лав IV Хазар (рођ. 25. јануара 750. — умро 8. септембра 780. године) био је византијски цар од 775. до своје смрти 780. године. Био је последњи иконоборачки цар из Исавријанске (Сиријске) династије и након његове смрти царица удовица Ирина је 787. обновила поштовање икона. Тиме је, како се временом показало, завршен први период иконоборства.

## Порекло
Лав IV био је први византијски цар који је био син једне стране принцезе Чичак, ћерке хазарског кагана, која је у Византији прекрштена у Ирину. Због порекла своје мајке, Лав IV је остао упамћен по надимку Хазар. Рођен је у Цариграду 25. јануара 750. године као први византијски принц који је рођен у Порфирној соби, али је његова мајка изгледа умрла на порођају. Константин се женио још два пута, други пут извесном Маријом, трећи пут Евдокијом која му је родила још пет синова и једну ћерку. Ипак, Лав IV је још 751. крунисан као очев савладар, али је 769. Константин V крунисао Евдокијине синове Нићифора и Христифора за цезаре, док су преостала три сина понели титуле нобилисима.

## Брак са Ирином
За Константинова живота, Лавово наслеђе није довођено у питање. У октобру 769. године у Цариград је из Атине стигла невеста за Лава IV, Ирина, изданак аристократске породице Сарандапех. Овим браком Константин V Копроним је желео да ојача везе своје династије са иконофилском темом Хелада. Ирина је пре поласка потписала изјаву подршке званичној политици иконоборства, а по доласку у престоницу је верена са Лавом већ приликом првог сусрета. После шест седмица, Лав и његова атинска невеста су се венчали, а младожења је затим, уз помоћ оца, театрално крунисао Ирину као царицу (βασιλισσα). Већ 14. јануара 771. Ирина је Лаву IV родила наследника, будућег Константина VI, који је такође био порфирогенит односно рођен у Порфирној соби. Рођење Константина било је пропраћено традиционалним акламацијама и здравицама од стране сенатора и грађана Цариграда, као и организацијом трка коњских четворопрега на престоничком Хиподрому.

## Борба за наслеђе престола
Цар Константин V Копроним је умро у августу 775. године током похода против Бугара, а Лав IV је акламацијом потврђен као нови цар. У пролеће 776. у Цариграду су се окупили заповедници тема (стратези) како би традиционално учествовали у прослави Ускрса. Већ на Лазареву суботу стратези су почели да воде окупљања на којима је цариградска светина скандирала Лаву IV и његовом сину Константину VI као јединим царевима. На Велики петак цар је у саборној цркви Пресвете Мудрости окупио представнике војске, сената и народа и затражио да положе заклетву да ће као владаре прихватити једино њега и његовог малог сина. У обреду су на Велику суботу узели учешћа и Лавова полубраћа, синови Константина V и Евдокије, чиме је и друга грана династије показала бар привидно одобравање. Најзад, на Ускрс, 14. априла 776. године патријарх и Лав су у царској ложи на Хиподрому крунисали петогодишњег Константина за очевог савладара. Крунисање Константина је завршено ускршњом литијом која је завршена у цркви Пресвете Мудрости.
Крунисање малог Константина ипак није изведено у потпуној сагласности са Евдокијином синовима. Пошто су под притиском јавности морали да положе заклетву, петорица браће су у мају 776, свега четири недеље после Ускрса, почели да припремају противудар. Најстарији међу Евдокијиним синовима, цезар Нићифор, изведен је пред пороту великодостојника и оптужен за учешће у завери. Лав IV је лишио своју полубраћу дотадашњих титула и почасти, али се показао милостивим пошто их је казнио само прогонством у Херсон на Криму. Како нису били кажњени ослепљивањем или сакаћењем, као што је било уобичајно, Нићифор и његова браћа су и након Лавове смрти имали централну улогу у отпору његовом сину.

## Верска политика
У погледу верске политике, Лав Хазар је формално следио политику свог оца Константина V који је био фанатични иконоборац. Међутим, можда и под утицајем своје иконофилске супруге Ирине, Лав је у односу на свог деду Лава III и оца спроводио благу политику. Дозволио је свим прогнаним иконофилима да се врате у своја места, а када је патријарх Никита умро, цар је на његово место довео Павла који није спадао у убеђене иконокласте. Поред тога, док је Константин V прогонио монахе, као најчвршће иконофиле, Лав IV је поново дозволио да монаси заузму епископске столице. Најоштрије мере против иконофила Лав је спровео када је неколико дворских евнуха ухваћено да поштује иконе, супротно канонима иконоборачког сабора из 754. године. После истраге ови иконофили су у августу 780. године похапшени, избичевани и ошишани, што је било понижење намењено осуђеним криминалцима. Након тога, додатно су понижени вођењем по улицама Цариграда све до тамнице. Доцније је један од пребијених, Теофан, преминуо и касније је проглашен за мученика. Тек у каснијој традицији и царева супруга Ирина је додата списку притајених иконофила на царском двору. По Георгију Кедрену, историчару из 12. века, Ирина је откривена да поштује иконе након чега ју је бесни супруг заувек избацио из царске ложнице.

## Спољна политика и смрт
И у погледу спољне политике Лав је наставио да следи оца. Стари непријатељ Константина V, бугарски кан Телериг је 777. збачен са престола и побегао је у Цариград где га је цар примио са свим почастима. Телериг се покрстио уз царево кумовање, добио је титулу патрикија и затим је ожењен Иринином неименованом рођаком. Слична политика је спровођена и према представницима лангобардске краљевске династије, који су 774. остали без круне када је Карло Велики освоји Павију. Син последњег лангобардског краља Дезидерија, Адалгиз је отишао у Константинов град где је добио име Теодот. Његов син Гримоалд је попут бившег бугарског кана такође ожењен царском рођаком. Оваква византијска политика, коју је Лав IV само наставио, требало је да одгаји провизантијске претенденте који би једног дана могли да помогну византијску политику у својим далеким земљама.
Док је Телеригов одлазак у Цариград изгледа обезбедио краткотрајни мир Византије са Бугарима, на истоку је настављен стални рат са муслиманским Арапима. У принципу рат је вођен неизменичним пљачкашким походима које су обе стране слале. Лав је тако 776. и 777. слао војску под командом славног војсковође и чувеног иконоборца, Михаила Лахандракона, који је 777. однео вредну победу код Германикеје у северној Сирији, родног града оснивача Исавријске династије, Лава III. Лав IV је затим прославио тријумф у царској палати на азијској страни Босфора, Софијанаји, где су цар и његов млади син, уз складу са обичајима, делили задобијени плен победоносним војницима. Доцније је цар прославио победу и на цариградским улицама. Ипак, Византинци нису извојевали убедљиву победу, тако да су абасидски одреди опљачкали Малу Азији 779. и 780. године.
У току припрема за нови рат против Бугара, Лав IV је изненада умро 8. септембра 780. године. По каснијој традицији умро је од грознице коју је добио од инфекције чирева на глави, које је добио од упорног ношења омиљене круне.
Његова супруга Ирина успела је да сачува престо Константину VI. Обновила је поштовање икона на Седмом васељенском сабору у Никеји, 787. године.